# ACBD (lek)
ACBD  ili 1-Aminociklobutan-1,3-dikarboksilna kiselina je agonist NMDA receptora.